# Bataille d'Oulan Boutoung
Guerre Dzoungar-Qing
La bataille d'Oulan Boutoung (chinois : 乌兰布通之战 ; pinyin : wūlán bùtōng zhī zhàn) est une bataille qui se déroula le 3 septembre 1690, dans l'actuel canton de Wulan-Butong (chinois : 乌兰布统乡 ; pinyin : wūlán bùtǒng xiāng), dans la bannière de Hexigten, en Mongolie-Intérieure. Elle met un terme à la première guerre Dzoungar-Qing, avec la victoire de la dynastie Qing (sous le règne de Kangxi). Les troupes Qing étaient dirigées par Fuquan (en) et épaulée par les Mongols khalkhas contre les Mongols du Khanat dzoungar, sous le règne de Galdan Boshugtu Khan.
La bataille s'est déroulée à l'ouest de l'actuel canton de Wulan-Butong, bordé au nord par le Mont Kao (靠山) et au Sud par la rivière Gaoliang (高凉河), affluent supérieur de la Shira Mören (rivière jaune).

### Vidéographie
- (zh) 阎崇年 (zh),《康熙大帝》, dans la série documentaire 百家讲坛 (zh).